# Kazuya Kamenashi
 (septembre 2010).
Si vous disposez d'ouvrages ou d'articles de référence ou si vous connaissez des sites web de qualité traitant du thème abordé ici, merci de compléter l'article en donnant les références utiles à sa vérifiabilité et en les liant à la section « Notes et références ».
Kazuya Kamenashi (亀梨 和也, Kamenashi Kazuya), souvent appelé Kame, est un chanteur-compositeur, acteur, producteur de télévision, animateur de radio et occasionnellement mannequin. Il est né le 23 février 1986 à Edogawa, Tokyo.

## Biographie
Les parents de Kamenashi envoyèrent sa candidature à la Johnny's Entertainment. Il y fut accepté à l'âge de 14 ans. À ce moment-là, il était dans le même groupe de casting que deux inconnus, Jin Akanishi et Yūichi Nakamaru, maintenant membres des KAT-TUN avec lui. Kamenashi est le K des KAT-TUN et l'un des membres les plus populaires avec Akanishi. Bien que ce soit le plus jeune membre, il est considéré comme leader non officiel.  
Il travaille extrêmement dur, et n'est pas vraiment très doué en danse. Excellent dans les speech en public, il est souvent nommé comme speaker principal lors des représentations publiques de Kat-Tun. Kazuya mène habituellement les représentations musicales du groupe. Avec Jin, il est le chanteur principal du groupe. 
Il a commencé sa carrière d'acteur dans Gokusen 2 avec Jin et en conséquence, a gagné une récompense pour le meilleur jeune acteur masculin. Il a aussi composé Kizuna pour le drama. Bien qu'avant cela, Kazuya ait tourné dans un drama appelé Kimpachi Sensei. 
Il fait partie de la distribution de Gokusen The Movie qui prendra l'affiche au cours de l'été 2009 en reprenant le rôle de Ryū Odagiri aux côtés de Yukie Nakama (Yankumi), Shun Oguri (Uchi de la saison 1), Teppei Koike (Takeda Keita de la saison 2) et plusieurs autres acteurs des 3 saisons réunies. 
Il a également tourné dans Kindaichi Special et Nobuta o Produce avec Tomohisa Yamashita  de NewS.
Ensemble, ils ont également sorti un single Seishun Amigo, sous le nom de Shuuji To Akira, qui comporte également la chanson Kizuna que Kazuya a écrit (elle est utilisée dans le drama Gokusen 2).
En 2017, Kazuya tourne une nouvelle série avec Tomohisa Yamashita. Pour cette nouvelle série titrée Boku unmei no hito desu, les deux acteurs reforment leur duo et chantent le générique Senaka Goshi no Chance.

## Filmographie

### Au cinéma
- 2005 : Kindaichi shonen no jikenbo
- 2009 : Gokusen: The Movie
- 2013 : Ore Ore[3]
- 2014 : The Vancouver Asahi
- 2015 : Joker Game
- 2017 : A Beautiful Star
- 2017 : Policeman and Me
- 2020 : Stigmatized Properties
- 2023 : Lumberjack the Monster

### À la télévision
- 1999 : 3 nen B gumi Kinpachi sensei 5
- 2005 : Gokusen 2
- 2005 : Nobuta wo Produce
- 2005 : Kindaichi shonen no jikenbo 2005
- 2006 : Tatta hitotsu no koi
- 2006 : Kuitan (SP)
- 2006 : Yuuki (NTV, 2006)
- 2006 : Complément affectif
- 2007 : Tokkyu Tanaka San Go (ep9)
- 2008 : 1 Pound no Fukuin
- 2009 : Kami no Shizuku
- 2009 : MR BRAIN (épisode 3 : Wakui Masakasu)
- 2010 : Yamato Nadeshiko shichi henge
- 2011 : Yokai ningen bem
- 2013 : Tokyo Bandwagon
- 2015 : Second Love
- 2016 : Kaitō Yamaneko (怪盗 山猫?) : Yamaneko
- 2017 : Boku Unmei no Hito Desu
- 2017 : Jidai wo Tsukutta Otoko Aku Yu Monogatari
- 2018 : Final Cut
- 2018 : Tegami: Keigo Higashino
- 2019 : Strawberry Night Saga
- 2021 : Red Eyes: Kanshi Sosahan
- 2021 : Seigi no Tenbin
- 2022 : Shotai
- 2023 : Seigi no Tenbin Season 2
- 2024 : Ōoku
- 2024 : Destiny